# Epona (jméno)
Epona je ženské křestní jméno keltského původu. Je odvozeno z galského výrazu pro koně epo. Vykládá se jako "koňská bohyně" či "božský kůň". Je uctívána jako domácí bohyně chovatelů koní, ale i hojnosti a prosperity (v Burgundsku). Vyslovuje se jako "Ejpona".

## Známí nositelé
- Epona, keltská ochránce koní, oslů a mulů
- Éponine Thenardier fiktivní postava z Bídníků
- Éponine Momenceau, kameramanka
- Epponina, manželka Julia Sabina[1]